# Oreodera paulista
Oreodera paulista là một loài bọ cánh cứng trong họ Cerambycidae.